# SMS Saida
Az SMS Saida az Osztrák–Magyar Monarchia Helgoland-osztályú gyorscirkálója volt, amelyet 1912-ben építettek, és a Monarchia haditengerészetében szolgált az első világháború alatt. A Helgoland-osztály (angol nyelvterületen főként Novara-osztályként ismeretes) az Admiral Spaun-osztály feljavított változata volt. A Saida volt az osztály leglassabb hajója, még rövid időre se nagyon tudta túllépni a 25 csomós tervezési sebességet.

## Építése
Az osztály névadó hajója, a Helgoland mintája alapján építették. A hajógerincet 1911. szeptember 9-én fektették le a Cantiere Navale Triestino üzemben, a ma Olaszországban található Monfalconeban. A vízre bocsátás 1912. október 26-án történt meg, a hajó azonban csak 1914. augusztus 1-jén állt szolgálatba. Habár a Saida hajógerincét hat héttel a Helgoland előtt fektették le, az osztály névadó hajója mégis az utóbbi lett, mivel az építési engedélyt előbb adták ki rá, mint a Saidára.

## Bevetések
1915 májusáig nem vett részt éles akciókban, mivel a hajó bejáratása volt és az eközben felmerült hibákat orvosolták.
- 1915. május 23-án részt vett az olasz hadüzenet utáni első nagy támadásban sok más hajóegységgel együtt, ahol az olasz keleti partot támadták, a Saida Porto Corsinit vonta tűz alá.
- 1915. augusztus 17-én a Helgolanddal kötelékben bombázta Pelagosa szigetét
- 1915. november 22-én és 23-án szintén a Helgolanddal felderítést végzett az Otrantói-szorosban
- 1915. december 5-én és 6-án szintén felderítő akció az Otrantói-szorosban
- 1917. május 14-én és 15-én a Helgolanddal és a Novarával részt vett az Otrantói csatában, ahol hat őrhajót elsüllyesztett, majd csatába bocsátkozott két brit (HMS Bristol és HMS Dartmouth), valamint az olasz Marsala cirkálóval, illetve még olasz rombolókkal. A súlyosan sérült és mozgásképtelen Novarát vontába fogta, megmentve ezáltal az ellenségtől és sikeresen elhúzta Cattaróig. A hajó három találatot kapott, amelyekben szintén ugyanennyi tengerész is megsérült. Ezután javítás Pólában.
- 1918. június 9-én a Cattarói-öbölben egy közös támadó hadműveletet hajtott volna végre az Admiral Spaunnal és három másik torpedónaszáddal mint „B-támadócsoport” hajója az Otrantói tengerzár ellen. Mivel időközben a Szent István csatahajót az olasz flotta elsüllyesztette, így az akciót lefújták.
- 1918 októberében, a háború végeztével a cirkáló az olaszoknak lett átadva

## További sorsa
1920 január végén a szövetséges tengerészeti bizottság az Olasz Királyságnak ítélte oda a Saidát. Még ugyanezen év szeptember 19-én az olasz haditengerészet mint Venezia cirkáló állományba vette. 1930. július 4-től 1935. március 16-ig a hajó lefegyverezve ringott Genova kikötőjében. 1937. március 11-éig mint lakóhajó szolgált. További sorsa ismeretlen.

## Fordítás
- Ez a szócikk részben vagy egészben az SMS Saida (1912) című német Wikipédia-szócikk ezen változatának fordításán alapul.  Az eredeti cikk szerkesztőit annak laptörténete sorolja fel. Ez a jelzés csupán a megfogalmazás eredetét és a szerzői jogokat jelzi, nem szolgál a cikkben szereplő információk forrásmegjelöléseként.